# Wasserauen
Wasserauen ist eine charakteristische bäuerliche Streusiedlung im Bezirk Schwende-Rüte im Kanton Appenzell Innerrhoden.
Die idyllisch gelegene Siedlung besteht aus wenigen Bauernhöfen. Ausserdem tritt sie durch den Bahnhof Wasserauen, die Seilbahnstation der Luftseilbahn Wasserauen–Ebenalp sowie den in jüngster Zeit wegen seiner Anlage mitten im Schutzgebiet sowie dem zunehmenden Übertourismus ins Gerede gekommenen Ausflugsparkplatz in Erscheinung.
Die Wasserauen sind Landeplatz für die von der Ebenalp startenden Gleitschirmflieger und Ausgangspunkt für Wanderungen zum Seealpsee, auf die Ebenalp, zu Äscher, Wildkirchli und Säntis.
Das Kleinwasserkraftwerk  Seealpsee-Wasserauen versorgt rund zehn Prozent Innerrhodens mit umweltfreundlichem Strom. Nach seiner Inbetriebnahme 1905 brannte erstmals elektrisches Licht in Appenzell.
Ein Tourismuskonzept von 2023, das wegen seiner einseitigen Konzentration auf Tourismus-Wachstum kritisiert wird, sieht vor, für die Hochsaison inmitten der Appenzeller Streusiedlung von Wasserauen ein Parkhaus für mehrere Hundert Privatautos zu erstellen.

## Bilder

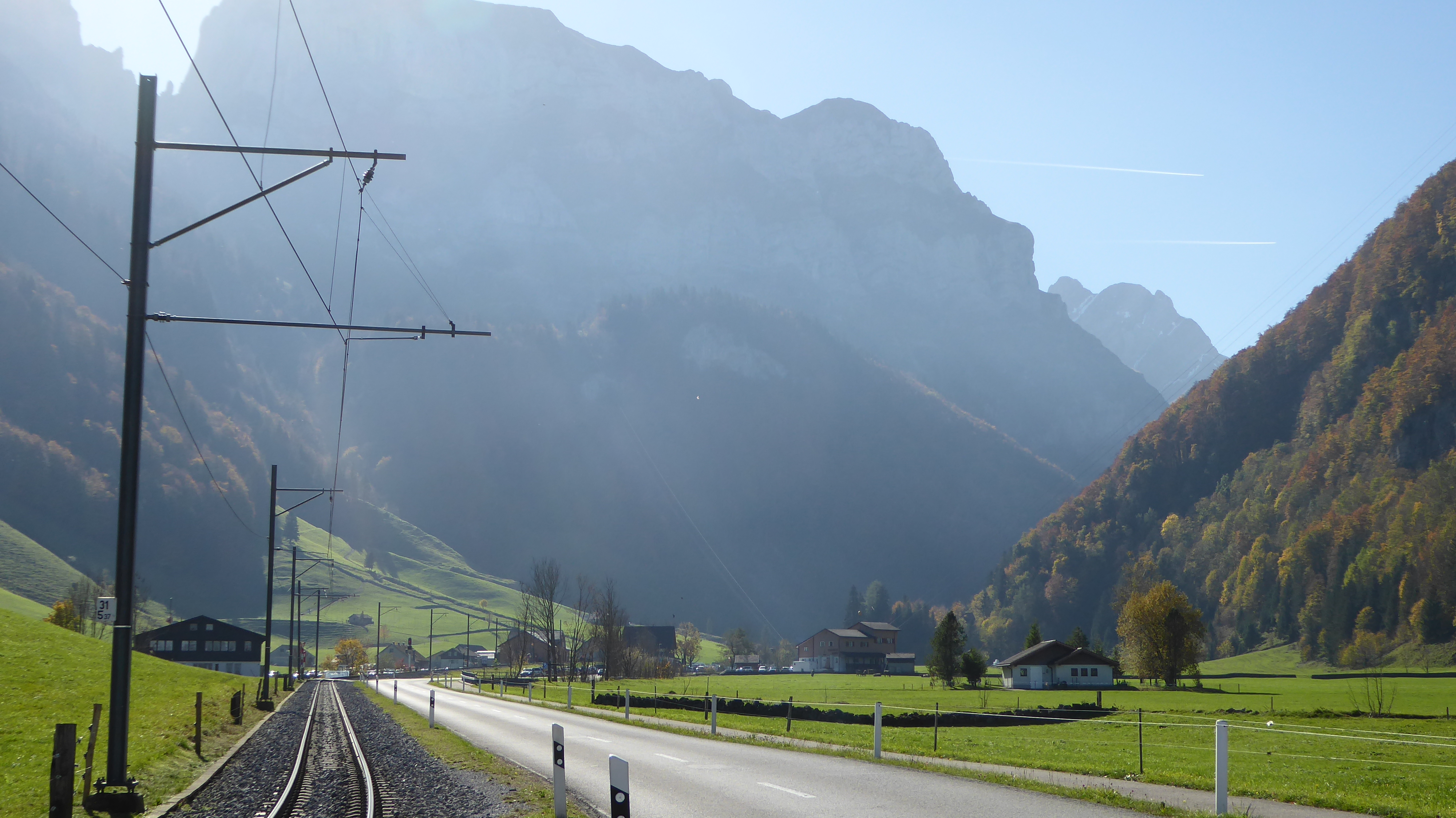
Blick auf Wasserauen
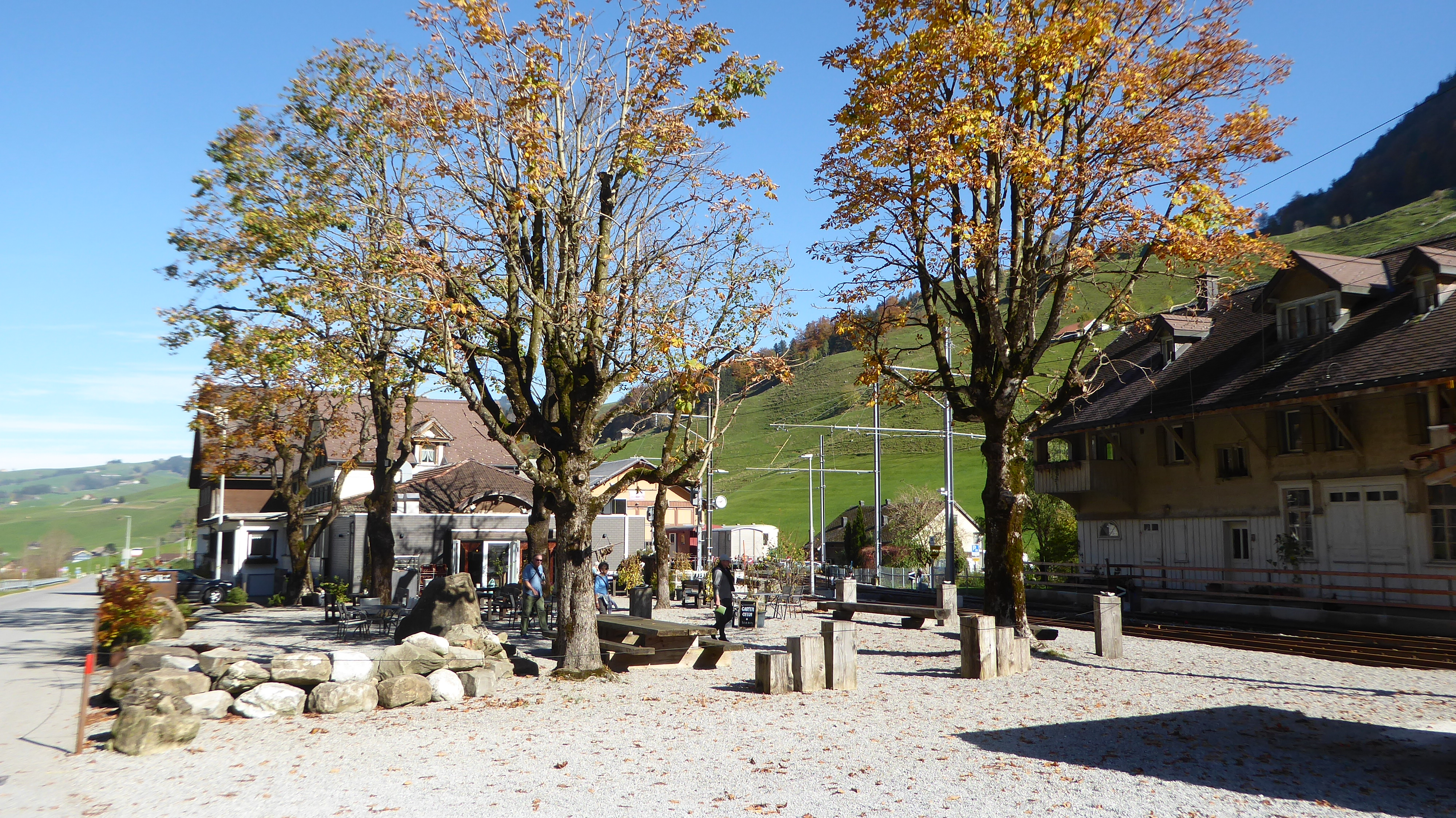
Park neben dem Bahnhof Wasserauen
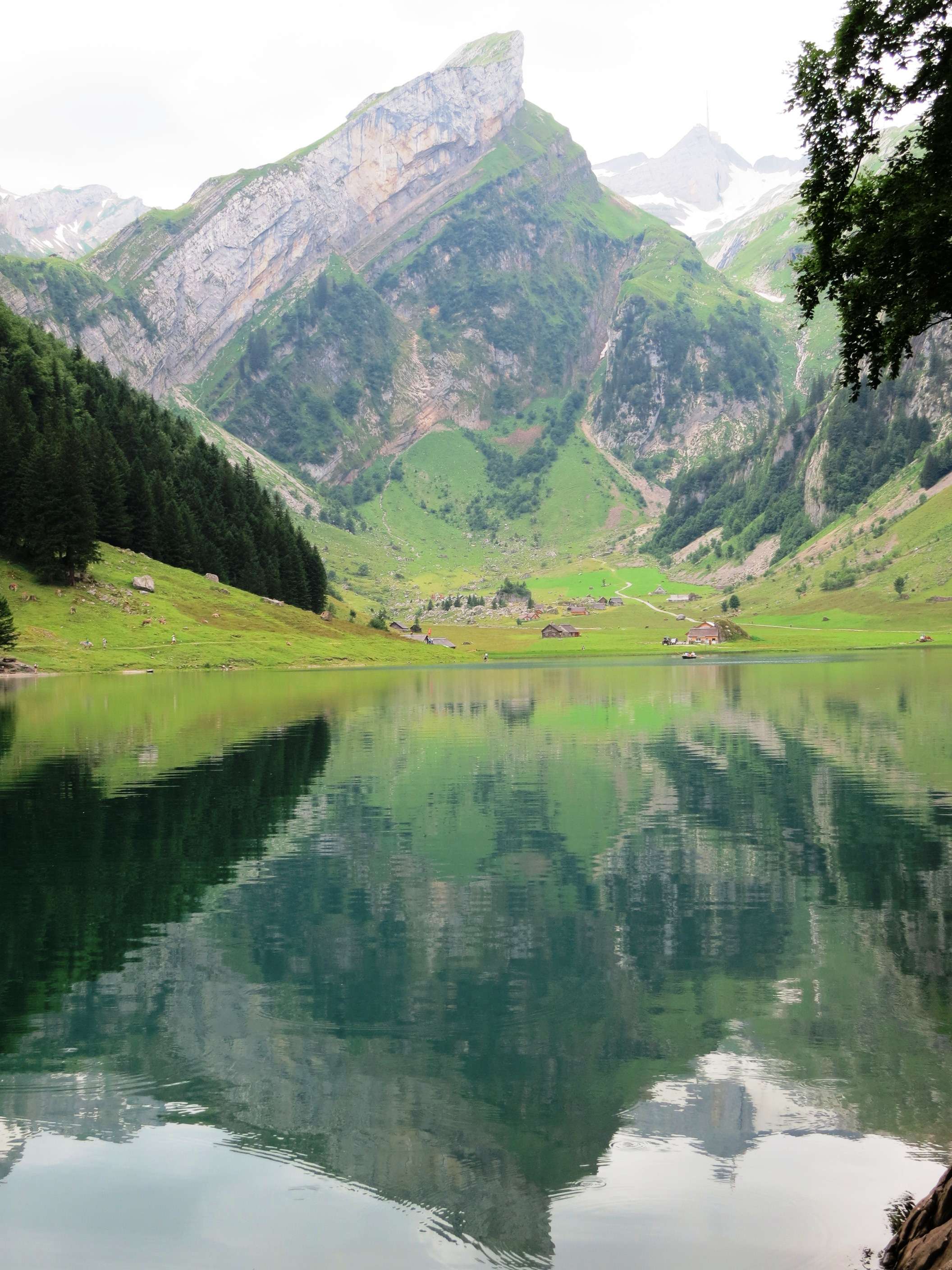
Seealpsee oberhalb von Wasserauen